# Apple 乌节路
Apple 乌节路（Apple Orchard Road）是苹果公司在新加坡乌节路开设的一家Apple Store零售店。这是苹果在东南亚的首家零售店，于2017年5月27日开业。该店由英国建筑师诺曼·福斯特旗下建筑事务所Foster+Partners设计，店面有两层楼，建筑面积4008平方米。该店也是苹果新一代零售店设计的代表作品，强调社区感和互动性。本店100%采用太阳能提供能源。本店目前营业时间为10:00-22:00，提供苹果在新加坡发售产品的购买与体验、Today at Apple讲座、Genius Bar天才吧与技术支持等服务。

## 设计

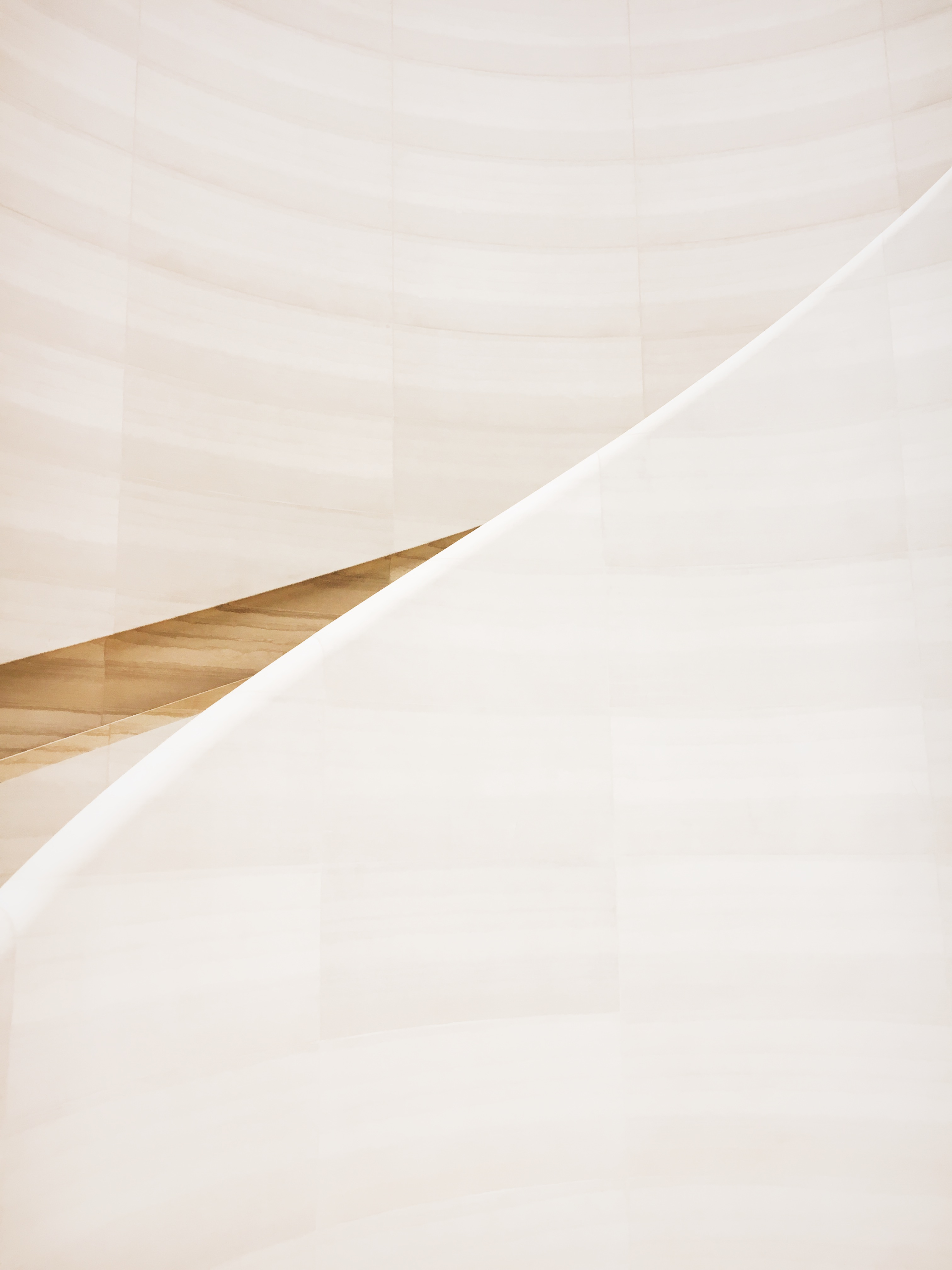
Apple 乌节路的石材曲线楼梯细节

本店由Foster+Partners担纲设计，设计理念旨在融入自然、模糊室内外、创造适宜人群聚集的空间。店面建筑面积4008平方米，可容纳245名顾客，它正面为14米高、36.5米宽的玻璃幕墙，上部有跨度7.6米的白色悬臂顶棚提供遮阳。室内一改原有的铝合金包裹的苹果招牌设计，使用石材装饰内部墙壁。从一楼通向二楼的曲线形楼梯由意大利工匠采用卡斯塔尼亚石手工雕刻，并配有同样用石材打造的一体化扶手。在二楼，苹果布置了面积巨大的Genius Grove 天才园作为原有Genius Bar 天才吧的替代。在二楼，12棵无花果树布置在巨大的“Forum 互动坊”6K显示屏前，为店面的访客提供了宁静的活动、聚会与休憩地。

## 开业
Apple 乌节路在当地时间2017年5月27日上午十点开业。在开业前，店面正面曾张贴有包含苹果标志、爱心图案和一个小红点的巨幅艺术作品，意为“Apple Love Singapore”（苹果热爱新加坡）